# ピアノ三重奏曲 (ファニー・メンデルスゾーン)

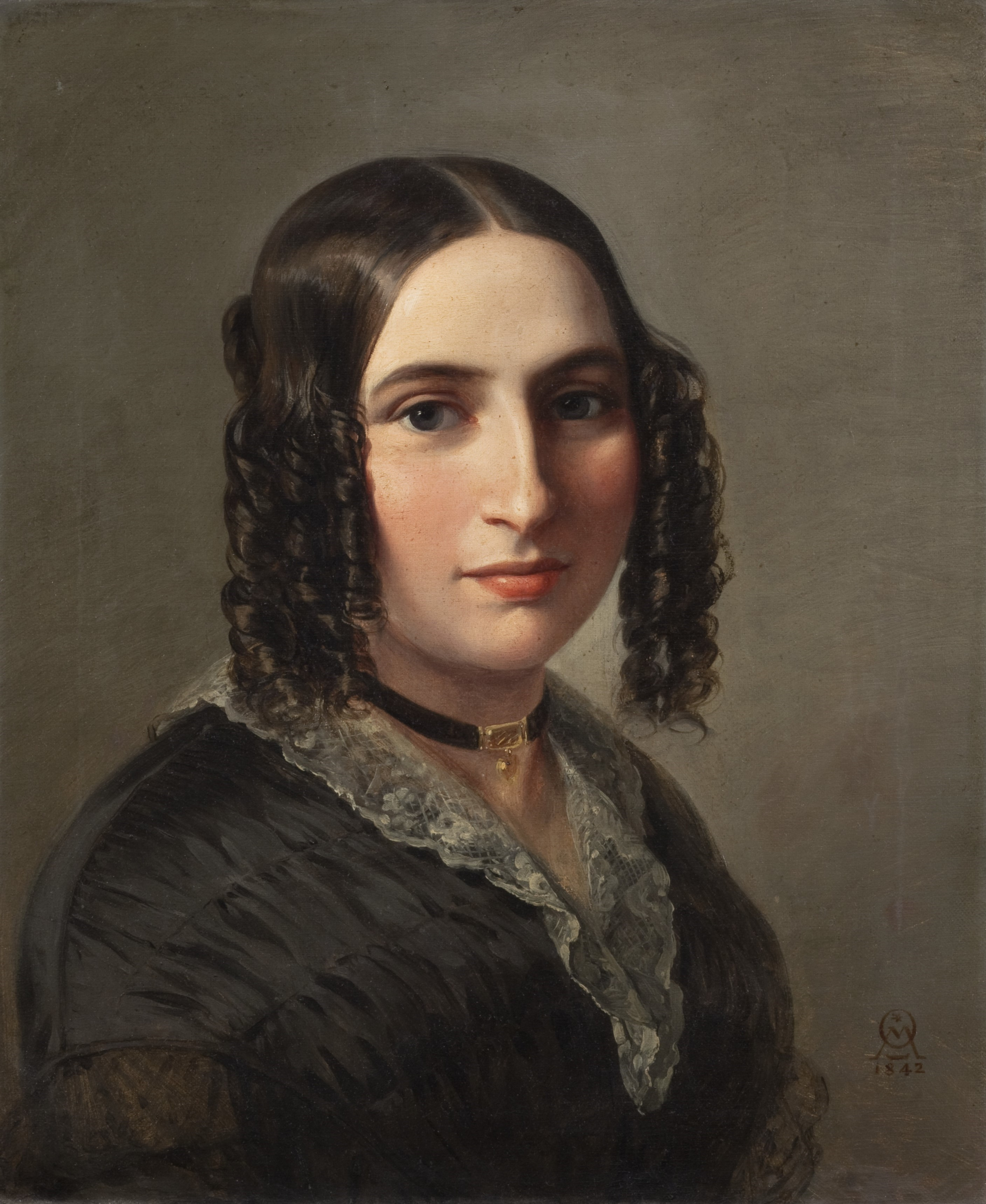
ファニー・メンデルスゾーン、1842年、モーリッツ・ダニエル・オッペンハイム画。

ピアノ三重奏曲 ニ短調 作品11 は、ファニー・メンデルスゾーンが作曲したピアノ三重奏曲。

## 概要
裕福な家庭に生まれたファニーは弟のフェリックスとともに恵まれた音楽教育を施された。カール・フリードリヒ・ツェルター、マリー・ビゴー、ルートヴィヒ・ベルガーといった面々の薫陶を受けた2人は、ナンネル、ヴォルフガングのモーツァルト姉弟に匹敵する神童ぶりをみせる。ピアノを得意としたファニーのレパートリーはフンメルやベートーヴェンのピアノ協奏曲にも及び、自らも楽曲を書いていた。しかし、「音楽はお前にとって装飾以上のものであってはならない」と述べた父のアブラハムによって、ファニーが人前で演奏することも作品を出版することも禁じられてしまったのであった。彼女は一家が主催していた日曜音楽会（Sonntagsmusiken）に新作の発表と演奏の機会を求めることになる。
本作は1847年に完成されている。妹の誕生日プレゼントとすることが作曲の動機であったとされる。前年にはクララ・シューマンがピアノ三重奏曲を書き上げており、この2人は1847年の3月には定期的に顔を合わせていた。ファニーの音楽活動に課せられた制約は夫のヴィルヘルム・ヘンゼルの理解もあって結婚後は緩和されており、1846年には複数の作品が彼女名義で出版され、長らく姉の作品の出版に否定的だったフェリックスもようやく全面的に賛同するようになったのであった。そうした環境の中で本作は生み出された。
ファニーは1847年4月11日に、先述の日曜音楽会において本作を演奏している。彼女はピアノを受け持ち、ヴァイオリンのロベルト・フォン・クロイデル、チェロのパウル・メンデルスゾーンとの合奏であった。この演奏から約ひと月が経過した5月14日、発作を起こした彼女は帰らぬ人となった。楽譜は死後3年が経過した1850年に作品番号11を与えられて出版された。

## 楽曲構成
4つの楽章で構成される。演奏時間は約25分。

### 第1楽章
Allegro molto vivace 4/4拍子 ニ短調
ソナタ形式。ピアノの伴奏音型が1小節先行し、その上にヴァイオリンとチェロが主題を重ねていく（譜例1）。伴奏は急速なスケールとアルペッジョを駆使して書かれており、作曲者の高い演奏技巧を誇示するかのようである。
譜例1
比較的長い経過を経て、第2主題がチェロよりヘ長調で出される（譜例2）。ピアノは両手でトレモロを奏して下支えする。
譜例2
小結尾の主題がヘ短調で現れて提示部が締めくくられる。提示部に反復は指定されておらず、そのまま展開部へ移行する。展開部ではまずピアノが曲冒頭のような流麗な音型を奏でる中で弦楽器が主題の断片を変形、展開する。続いて譜例2が嬰ヘ長調、変ロ長調で扱われていき、ピアノがオクターブの音型を奏するようになり頂点に達する。その勢いを維持したまま再現へと入っていき、ピアノが重々しく譜例1を奏する傍らで弦楽器は16分音符の音型を奏でる。続いてニ長調に転じると第2主題がフォルティッシモで堂々と再現される。譜例1の断片を用いて息の長いクレッシェンドがかかり、華麗に楽章の幕が下ろされる。

### 第2楽章
Andante espressivo 3/4拍子 イ長調
自由なABA形式で「無言歌」のような趣を有する。ピアノの独奏によりコラールのように開始する（譜例3）。続いて弦楽器も加わって旋律を歌っていく。
譜例3
Bの部分では弦楽器がスタッカートでアルペッジョを奏する中、ピアノが嬰ヘ短調の主題を奏でていく（譜例4）。これを楽器の役割を交代して繰り返す。最後にチェロがロ短調で弾き始めた譜例4をヴァイオリンが受け継ぎ、Aへと戻っていく。
譜例4
戻ってきたAではピアノが譜例3を奏する一方でヴァイオリンがBに由来する音型を重ねていく。ピアノの和音の上で譜例3がヴァイオリンにより歌われると、譜例3を回想しつつ落ち着きを取り戻して休みを置かずに次の楽章に接続される。

### 第3楽章
Lied: Allegretto 4/4拍子 ニ長調
リートと題され、自由な有節歌曲形式をとる。やはり「無言歌」であるが、先行楽章に比べると軽やかで楽し気に書かれている。譜例5に開始する。この主題が譜例1に類似するとの指摘がある。
譜例5
楽章内ではこの主題が合計4回歌われる。2度目もピアノが先行し、3度目は全楽器で、4度目はチェロがピアノの対旋律を伴って主題を奏する。

### 第4楽章
Allegretto moderato 2/4拍子 ニ短調
ロンドソナタ形式。8小節の即興的なピアノの導入で幕を開ける。続いてやはりピアノ独奏により思索的な主題が提示される（譜例6）。
譜例6
弦楽器も加わって主題が奏された後、次第に速度を上げて続く主題がヴァイオリンとピアノによって導入される（譜例7）。
譜例7
譜例7は転調を繰り返していき、長調で舞踏的性格の第3の主題を導く（譜例8）。
譜例8
譜例6が回帰するかに思われるが譜例8に取って代わられ、主題の展開が行われていく。譜例6の再現はロ短調で行われ、嬰ヘ短調で今度はピウ・モッソと指定された譜例7が続く。変ロ長調で譜例8の再現を終えると、ヴァイオリンによる譜例6がピアノのトリルとトニック・ペダルに伴われて現れてコーダへ入る。中心的な役割を譜例8に受け渡して進められた先において、第1楽章から譜例2が引用されてこの主題を軸とした曲の統一を印象付ける。その後、曲は譜例8による熱狂の中に終結を迎える。

## 評価
1847年、『新ベルリン音楽新聞』の匿名の評論家は本作を評して次のように述べている。「広く、広大な基礎はそれ自身をしてうねる波を突き抜けて壮大な建築物とならしめる。この点において第1楽章は傑作であり、最も高い独自性を備えた三重奏曲である。」『ニューグローヴ世界音楽大事典』のアンジェラ・メイス・クリスチャンは本作が「彼女の室内楽作品でも屈指の印象を放つ」と述べる。